# 가브리에우 바
가브리에우 바(브라질 포르투갈어: Gabriel Bá, 1976년 6월 5일 ~ )는 브라질의 만화가이다. 제라드 웨이가 쓴 《엄브렐러 아카데미》, 맷 프랙션이 쓴 《카사노바》의 일러스트레이션이 그의 대표 작품이다. 같은 브라질 출신의 만화가 파비우 몽과는 쌍둥이 형제이다.

## 저작
- 《카사노바 Casanova》 #1-7 (2006-07, 맷 프랙션 글, 이미지 코믹스)
- 《엄브렐러 아카데미 The Umbrella Academy》 #1-12 (2007. 제라드 웨이 글, 다크 호스 코믹스)
- 《하루 여행자 Daytripper》 #1-10 (2010, 파비우 몽과 공동 작업, 버티고 코믹스)